# Woszczyna
Woszczyna – plastry pszczele niezawierające miodu ani czerwiu przeznaczone do wytopu wosku lub ponownego wykorzystania w ulu. Zwartość wosku zmniejsza się wraz z wiekiem woszczyny.